# Ой чого ти почорніло…
«Ой чого ти почорніло…» — вірш Тараса Шевченка, написаний ним 1848 року на Косаралі.

## Написання і публікація
Збереглося два чистових автографів вірша: у «Малій книжці»; у «Більшій книжці». Автографи не датовано.
Вірш датується за місцем автографа у «Малій книжці» серед творів 1848 року та часом зимівлі Аральської описової експедиції в 1848—1849 роках на Косаралі, орієнтовно: кінець вересня — грудень 1848 рік, Косарал.
Автограф, з якого вірш переписано до «Малої книжки», не відомий. До «Малої книжки» Шевченко заніс твір під № 43 у восьмому зшитку за 1848 рік орієнтовно наприкінці 1849-го — на початку 1850 року (до арешту 23 квітня). При цьому він виправив описку в рядку 7, замінив окремі слова в рядках 1, 3, 7, 20. У 1858 році, не раніше 18 березня і не пізніше 22 листопада, Шевченко переніс з новими виправленнями (в рядках 1, 3, 4, 7, 8, 17, 19) твір з «Малої книжки» до «Більшої книжки».
Найімовірніше, з «Малої книжки» вірш було переписано до рукописного списку невідомої особи з окремими виправленнями Шевченка кінця 1850-х років, що належав Л. Жемчужникову і не зберігся. Деякі відміни цього списку подав О. Кониський. Зафіксовані ним варіанти в рядках 1, 3, 4, 7 збігаються з текстом «Малої книжки», проте охоплюють не всі розбіжності між «Малою книжкою» і «Більшою книжкою».
Вперше вірш надруковано за «Більшою книжкою» з неточністю у рядку З («від» замість «од») в журналі «Основа» (1861, № 7, стор. 1.).
Вперше вірш введено до збірки творів у виданні: «Кобзарь Тараса Шевченка / Коштом Д. Е. Кожанчикова» (СПб., 1867, стор. 491) і того ж року — у виданні: «Поезії Тараса Шевченка» (Львів, 1867, том. 1, стор. 230—231), де текст вірша подано за «Основою».
Відомі дослідникам списки вірша походять від першодруку в «Основі» (1861, № 7, стор. 1): у збірці «Сочинения Т. Г. Шевченка» (1862), у рукописних «Кобзарях» — 1865, переписаному Д. Демченком, 1863—1867; 1866, другої половини XIX ст. тощо.

## Сюжет
У вірші — роздуми, пов'язані з Берестецькою битвою 1651 року між селянсько-козацьким військом на чолі з Б. Хмельницьким і польсько-шляхетським військом під час визвольної війни українського народу 1648—1654 років. Про битву під Берестечком Шевченко знав з «Історії Русів», «Запорожской старини», історичних праць Д. Бантиша-Каменського й М. Маркевича та з народних пісень. На формі вірша позначилася фольклорна поетика. Трагічні наслідки події (селянсько-козацькі війська зазнали поразки) викликали й сумний настрій вірша. Тут, як і в багатьох інших творах Шевченка на історичну тематику, зображення минулого було засобом впливу на соціальну свідомість пригнобленого люду. Слова, звернені до поетових сучасників, звучать як докір за їхню пасивність, за примирення з долею кріпаків.

## Музика
Музику до твору написали М. Лисенко, С. Воробкевич, Л. Ревуцький, Г. Фінаровський, І. Белза.

## Цензура
У статті «На радіофронті» Олександра Карпека, опублікованої влітку 1934 року в журналі «Радіо», виконання пісні в ефірі українського радіо було засуджене як прояв «націонал-шовінізму». Пізніше у радянські часи, зокрема у 1960-тих роках, пісня виконувалася оперними співаками.